# Nohain
Pour les articles homonymes, voir Nohain (homonymie).
Le Nohain est une rivière française, du département de la Nièvre, dans la région Bourgogne-Franche-Comté, affluent direct de la Loire.

## Géographie
Son parcours se situe entièrement dans le département bourguignon de la Nièvre. Son bassin occupe la partie nord du département. Il est alimenté tout au long de son parcours par de nombreuses sources, et se grossit de plusieurs affluents. Il se subdivise en de nombreux bras et donne l'impression d'errer dans sa propre vallée. Sa longueur est de 47,3 km. Il prend sa source à 2 km au nord-est d'Entrains-sur-Nohain.
La partie sud-est de son bassin est presque entièrement recouverte de forêts, dont la forêt des Courgeonneries, la forêt des Dames, la forêt de Donzy, la forêt domaniale de Bellary, etc.

### Communes et cantons traversées
Dans le seul département de la Nièvre, le Nohain traverse les dix communes suivantes : Entrains-sur-Nohain, Menestreau, Couloutre, Perroy, Donzy, Suilly-la-Tour, Saint-Quentin-sur-Nohain, Saint-Martin-sur-Nohain, Saint-Père, Cosne-Cours-sur-Loire. Il se jette dans la Loire dans cette dernière commune.

### Bassin versant
Le Nohain traverse une seule zone hydrographique Le Nohain & ses affluents (K409) de 530 km2 de superficie. Ce bassin versant est constitué à 74,75 % de « territoires agricoles », à 23,86 % de « forêts et milieux semi-naturels », à 1,50 % de « territoires artificialisés »

### Organisme gestionnaire
Le Nohain fait partie du Contrat Territorial Vrille-Nohain-Mazou porté par la Communauté de Communes Cœur de Loire en partenariat avec la Communauté de Communes Puisaye-Forterre ; Communauté de Communes Les Bertranges et Communauté de Communes Haut-Nivernais-Val-d'Yonne.

## Affluents
Le Nohain a dix tronçons affluents référencés dont :
- la Talvanne ;
- l'Acotin, 11,8 km ;
- le Fontbout.

## Hydrologie
Le Nohain est une rivière moyennement abondante.

### Le Nohain à Saint-Martin-sur-Nohain
Son débit a été observé pendant une période de 37 ans (1970-2007), à Saint-Martin-sur-Nohain, localité du département de la Nièvre située peu avant son confluent avec la Loire. Le bassin versant de la rivière y est de 473 km2, c'est-à-dire 90 % de la totalité de celui-ci (qui en fait 521 ou 530 km2).
Le module de la rivière à Saint-Martin-sur-Nohain est de 3,45 m3/s.
Le Nohain présente des fluctuations saisonnières de débit peu marquées, ce qui tranche avec la plupart des affluents de la Loire, mais ressemble beaucoup au régime de la Nièvre de Champlemy voisine. Les hautes eaux se déroulent de janvier à mai et poussent les débits mensuels moyens dans une fourchette de 3,9 à 5,7 m3/s (avec un maximum en février). Dès fin mai, le débit moyen baisse progressivement jusqu'aux basses eaux de fin d'été-début d'automne qui se déroulent d'août à octobre inclus, avec une baisse du débit moyen mensuel jusqu'à 1,82 m3/s au mois de septembre, ce qui reste fort consistant.

### Étiage ou basses eaux
Aux étiages, le VCN3 peut chuter à 0,63 m3/s, ce qui reste très confortable pour une rivière de cette taille et tranche à nouveau avec les valeurs relevées pour la majorité des affluents du fleuve, mais reste cependant normal dans la partie occidentale du département de la Nièvre. On observe en effet un VCN3 de 0,250 m3/s pour la Nièvre de Champlemy pour un bassin moins étendu de 60 %, et un VCN3 de 0,160 m3/s pour la Nièvre d'Arzembouy, située plus à l'est dont la taille de bassin vaut près de la moitié de celui du Nohain, mais dont le débit n'est inférieur que d'un tiers.

### Crues
Les crues ne sont pas trop importantes, du moins dans le contexte du bassin de la Loire, à l'instar de la Nièvre de Champlemy voisine. Tout au long de son parcours, le Nohain est alimenté par d'abondantes sources, dans un bassin versant au sol bien perméable ; il n'a dès lors pas de crues subites ; il ne gonfle que lentement sous l'action de l'accroissement du débit desdites sources. Les QIX 2 et QIX 5 valent respectivement 11 m3/s et 16 m3/s. Le QIX 10 est de 20 m3/s, le QIX 20 de 23 m3/s et le QIX 50 de 27 m3/s.
Le débit instantané maximal enregistré à Saint-Martin-sur-Nohain a été de 23,4 m3/s le 15 mars 2001, tandis que la valeur journalière maximale était de 23 m3/s à la même date. En comparant le débit instantané de cette crue à l'échelle des QIX de la rivière, il apparaît qu'elle était d'ordre vicennal, et donc destinée à se reproduire en moyenne tous les vingt ans.

### Lame d'eau et débit spécifique
Au total, le Nohain est une rivière moyennement abondante, mais assez régulière. La lame d'eau écoulée dans son bassin versant est de 231 mm/an, ce qui est certes inférieur à la moyenne d'ensemble de la France, mais se rapproche fort de la moyenne du bassin de la Loire (244 mm/an). Le débit spécifique (ou Qsp) atteint la valeur de 7,3 L s−1 km−2 de bassin.